# Mercato elettronico della pubblica amministrazione
Il Mercato elettronico della pubblica amministrazione (MePA) è uno strumento di commercio elettronico, di tipo Business to Government (B2G), a disposizione delle amministrazioni pubbliche italiane per effettuare acquisti di beni e servizi di importo inferiore alla soglia europea (ex soglia comunitaria).

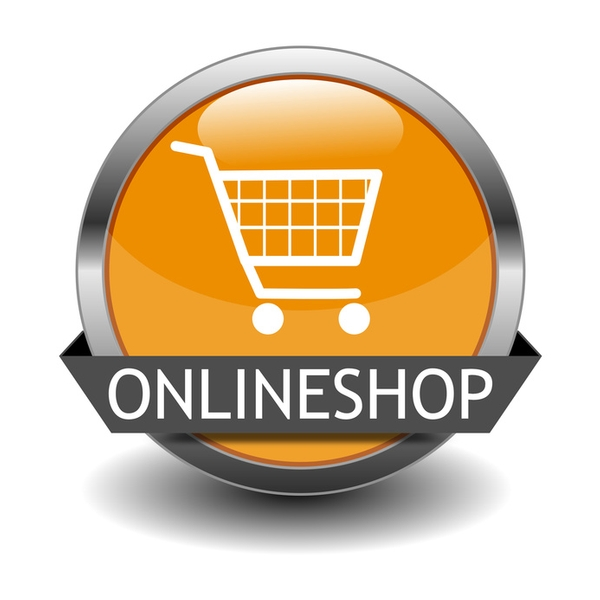
Sul MePA il 'punto ordinante' della pubblica amministrazione riempie un carrello della spesa e poi emette un ordinativo all'impresa offerente, firmato digitalmente

Nel MePA, le pubbliche amministrazioni registrate possono consultare il catalogo elettronico, confrontare e acquistare i beni e servizi offerti dai fornitori abilitati sul sistema. Le tipologie di beni e servizi e le condizioni generali per la loro fornitura sono definite in specifici bandi.
Il Mercato elettronico della PA è uno strumento del Ministero dell'economia e delle finanze avviato e gestito da Consip dal 2003.

## La nascita
Il Decreto del presidente della Repubblica 4 aprile 2002, n. 101, in materia di "Regolamento recante criteri e modalità per l'espletamento da parte delle amministrazioni pubbliche di procedure telematiche di acquisto per l'approvvigionamento di beni e servizi", ha disciplinato lo svolgimento delle procedure telematiche di acquisto e la nascita del Mercato Elettronico della PA, fino all'entrata in vigore del Decreto del presidente della Repubblica 5 ottobre 2010, n. 207, in materia di "Regolamento di esecuzione ed attuazione del D.lgs. 12 aprile 2006, n. 163".
In tale ultimo decreto, all'articolo 328, si definiscono gli elementi base di funzionamento, raccordandoli con il Codice dei contratti.

## Le caratteristiche
Il MePA permette alle amministrazioni pubbliche di consultare i cataloghi delle offerte pubblicate ed emettere direttamente ordini d'acquisto (OdA) o richieste d'offerta (RdO). I fornitori abilitati possono, invece, offrire i propri beni e servizi direttamente online e rispondere alle eventuali richieste di offerta avanzate dalle PA. Per concludere le transazioni, amministrazioni e imprese devono essere dotati di firma digitale.
Il MePA permette dunque l'acquisto online di beni e servizi con caratteristiche di standardizzabilità, per acquisti ripetitivi e/o per volumi ridotti.
Nel 2015, 38 983 funzionari degli uffici acquisti della pubblica amministrazione (punti ordinanti) hanno effettuato 649 730 ordini elettronici di acquisto per complessivi 2 040 milioni di euro da quasi 55 000 imprese registrate, su un totale di 6 057 000 imprese esistenti in Italia. Questo numero di transazioni sul MePA rappresenta circa la metà dei contratti pubblici stipulati in Italia nel 2015, poiché la domanda pubblica italiana genera annualmente 1 500 000 contratti pubblici, dei quali 1 200 000 sotto la soglia di rilievo comunitario.
Si tratta di un mercato:
- selettivo, in quanto l'accesso e l'utilizzo è limitato a soggetti che hanno superato un processo di qualificazione basato sulla verifica del possesso di specifici requisiti (impresa vigente, abilitazioni idonee in Camera di Commercio, assenza di interdettiva antimafia ed altre misure cautelari, ecc.)
- specializzato, in quanto rivolto a soddisfare le esigenze procedurali e amministrative specifiche della funzione approvvigionamenti delle pubbliche amministrazioni (caratteristiche degli atti, modalità di archiviazione, uso della firma digitale,[5] ecc.)
- trasparente, in quanto strumento telematico permette di tracciare l'intero processo d'acquisto e, attraverso il semplice accesso al sistema, consente a tutti i partecipanti ad una gara telematica di confrontare prezzi e condizioni di fornitura
- basato su un catalogo di prodotti abilitati, in quanto tutte le transazioni commerciali che si svolgono sul mercato hanno come oggetto beni/servizi offerti dai fornitori in forma di catalogo e pubblicati sul sistema in seguito a un processo di abilitazione
- sostenibile, in quanto il processo di acquisto totalmente dematerializzato elimina l'uso della carta ed avviene a distanza, con notevoli risparmi non solo economici ma anche di natura ambientale
- utilizzabile esclusivamente per acquisti di beni e servizi di importo inferiore alla soglia di rilievo comunitario
- ad accesso gratuito, in quanto le pubbliche amministrazioni e le imprese vi si registrano e vi operano senza sostenere alcun costo di iscrizione[6]

Pur rappresentando un elemento di innovazione nei processi di approvvigionamento pubblici, il MePA non ne modifica le regole giuridiche e commerciali: restano centrali la relazione tra acquirente e fornitore, soprattutto nei contesti in cui la “localizzazione” del servizio assume una significativa rilevanza, e la responsabilità dell'amministrazione nella selezione della procedura di acquisto e dei criteri di scelta del contraente. La legge riconosce, infine, semplificazioni procedurali agli acquisti effettuati attraverso il MePA: tali acquisti elettronici sono esonerati dall'obbligo di attendere 35 giorni che la legge prevede che trascorrano tra l'aggiudicazione di un contratto e la sua stipula.
Un quaderno Consip del 2015 ripercorre la storia del MePA, illustrando le sfide e le opportunità di fronte alle quali si trovano le piccole e le medie imprese.
| Vantaggi per le amministrazioni | Vantaggi per i fornitori |
| --- | --- |
| - semplificazione delle procedure di acquisto, con riduzione dei tempi e dei costi - aumento della concorrenzialità e della competitività, con possibilità di confrontare un'estesa platea di fornitori - monitoraggio degli acquisti e controllo della spesa | - possibile ulteriore canale di ingresso al mercato PA, anche lontano dalla propria sede - scelta dell'ampiezza territoriale di operatività, da singola provincia a intero territorio nazionale - aumento della competitività delle PMI per vantaggio di localizzazione e per specializzazione dell'offerta |

## Gli strumenti
Il mercato elettronico offre alle Amministrazioni registrate la possibilità di concludere contratti attraverso due diverse procedure di acquisto:
- l'ordine d'acquisto: (OdA) l'amministrazione può acquistare beni e servizi direttamente dai cataloghi dei fornitori abilitati al Mercato elettronico. La pubblicazione del catalogo dei prodotti da parte del fornitore costituisce infatti una vera e propria offerta al pubblico riservata alle amministrazioni registrate al Mercato elettronico;
- la richiesta d'offerta (RdO): consente all'amministrazione di richiedere ai fornitori abilitati diverse e ulteriori offerte aventi ad oggetto tutti i prodotti ed i servizi abilitabili sul Mercato elettronico, permette quindi di soddisfare specifiche esigenze. Più semplicemente, tale procedura può essere utilizzata per richiedere più preventivi sullo stesso prodotto/servizio a diversi fornitori, mettendoli in concorrenza tra loro per ottenere migliori caratteristiche tecniche e prezzi più vantaggiosi rispetto a quelli presenti a catalogo.

## Sportelli in rete
Le associazioni di categoria delle imprese hanno sviluppato una rete di divulgazione e supporto ai propri associati, finalizzata a sostenere l'iscrizione al MePA. Hanno istituito gli sportelli: CLAAI, CNA, Confapi, Confcommercio, Confartigianato, Confcooperative, Confindustria, FederTerziario e Unioncamere.
Le associazioni di categoria svolgono anche corsi di formazione agli imprenditori nelle diverse sedi territoriali.

## Critiche
La difficoltà e il costo della procedura di registrazione al MePA (imposta di bollo), la scarsa facilità d'utilizzo dell'interfaccia, nonché le tempistiche lunghe sono state ripetutamente fatte notare. Le testimonianze mostrano che il sistema così com'è implementato finisce per rendere ancora più difficoltosa l'esistenza delle piccole e medie imprese e di fatto ne preclude l'accesso alle commesse della pubblica amministrazione. L'efficacia del MePA come strumento di risparmio per la pubblica amministrazione è stata messa in dubbio.
Il 13 maggio 2015 il ministro dell'economia e delle finanze Pier Carlo Padoan ha risposto ad un'interrogazione parlamentare, con dati e argomenti a sostegno dei vantaggi in termini di tempi e di costi che le imprese, particolarmente piccole e medie, ottengono impiegando il sistema MePA invece delle procedure cartacee. Il ministro, con riferimento all'imposta di bollo comunque dovuta per tutti i contratti stipulati con la pubblica amministrazione, ha prospettato ulteriori analisi finalizzate ad eliminare l'imposta di bollo dai contratti stipulati tramite il MePA. Ulteriori dettagliate testimonianze critiche sul MePA sono state raccolte negli anni successivi all'intervento di Pier Carlo Padoan.

## Riconoscimenti
- European eGovernment Awards, 2009, su epractice.eu.

## Riferimenti normativi
- Art. 1 comma 450 della Legge 27 dicembre 2006, n. 296 - Disposizioni per la formazione del bilancio annuale e pluriennale dello Stato (legge finanziaria 2007)
- D.Lgs. 36/2023, Codice dei contratti pubblici